# ブルンネン-モルシャッハ-アクセンシュタイン鉄道He2/2形電気機関車

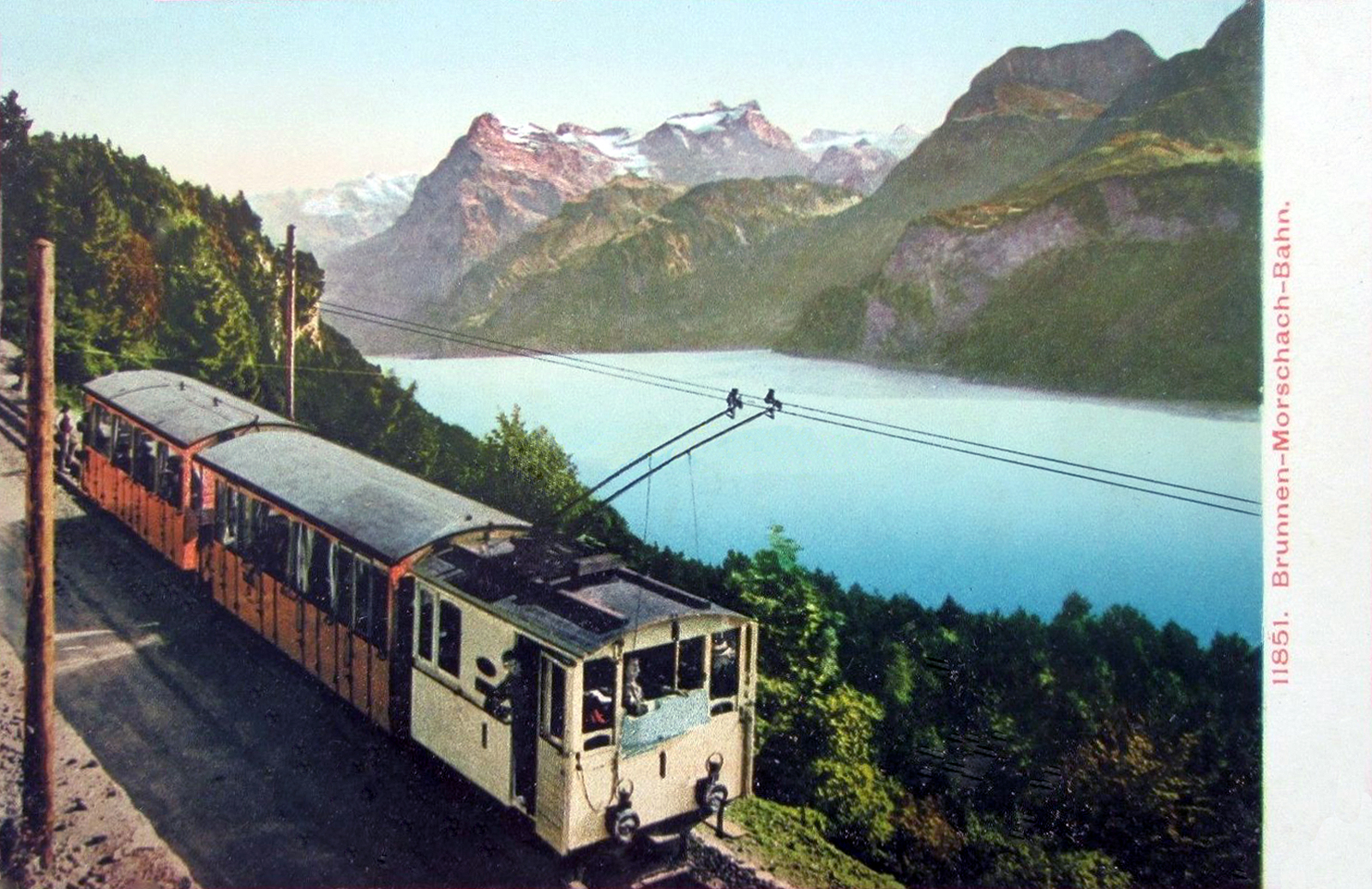
He2/2 2号機と客車2両による列車、ルツェルン湖畔、彩色絵はがき

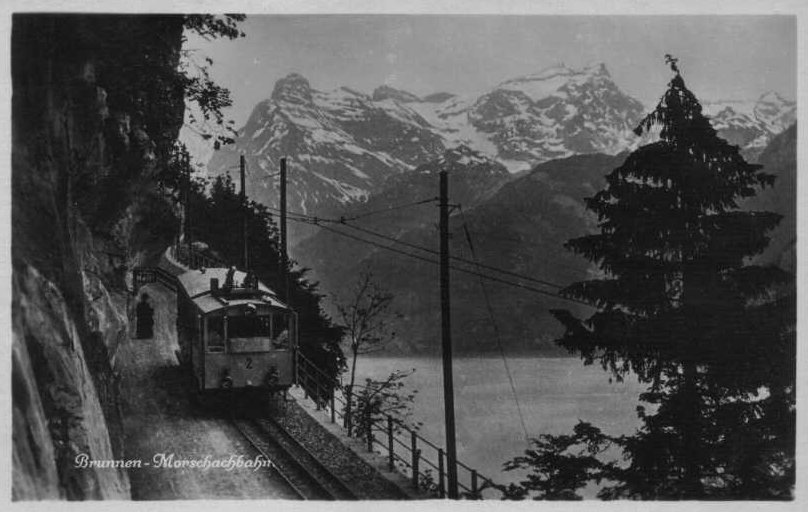
He2/2 2号機と客車1両による列車、ルツェルン湖畔

ブルンネン-モルシャッハ-アクセンシュタイン鉄道He2/2形電気機関車（ブルンネン-モルシャッハ-アクセンシュタインてつどうHe2/2がたでんきかんしゃ）は、スイス中央部の私鉄であるブルンネン-モルシャッハ-アクセンシュタイン鉄道（Brunnen-Morschach-Axenstein-Bahn (BrMB)）で使用されていた登山鉄道用ラック式電気機関車である。

## 概要
スイス中央部のルツェルン湖畔のブルンネンの街からモルシャッハの村を経由して観光ホテルの建つアクセンシュタインへ至る全長2.04kmの小さな観光登山鉄道であるブルンネン-モルシャッハ-アクセンシュタイン鉄道では、1905年の開業に際して、1898年に開業したユングフラウ鉄道、ゴルナーグラート鉄道、シュタンスシュタート-エンゲルベルク鉄道で実績のある2本架線方式による三相交流電化を採用することとし、使用される電気機関車として用意されたのが車軸配置2zのラック式電気機関車である本形式であり、1905年に1-3号機の計3機が製造されている。なお、同様の登山鉄道においても、1900年開業のエーグル-レザン鉄道などから中小私鉄や路面電車で採用されていた直流電化を採用し始めており、スイス国内で登山鉄道に三相交流が用いられたのは本鉄道が最後となっている。本機はスイス最初期のラック式電気機関車と同形態の構造で、鋼製の主台枠上に主電動機と主制御装置、簡単な木製車体を搭載したものとなっており、巻線形三相誘導電動機の2次側巻線を抵抗制御して粘着区間では定格出力117kWを発揮する小型電気機関車であり、推進する客車の一端の荷重を機関車に乗せかけるローワン式列車としても運行可能なものとなっている。なお、製造はSLMが車体、機械部分、走行装置を、Rieterが電機部分、主電動機を担当している。なお、各機体の機番およびSLM製番、製造年月日、製造会社は以下の通り。
- 1 - 1612 - 1905年 - SLM/Rieter
- 2 - 1613 - 1905年 - SLM/Rieter
- 3 - 1614 - 1905年 - SLM/Rieter

## 仕様

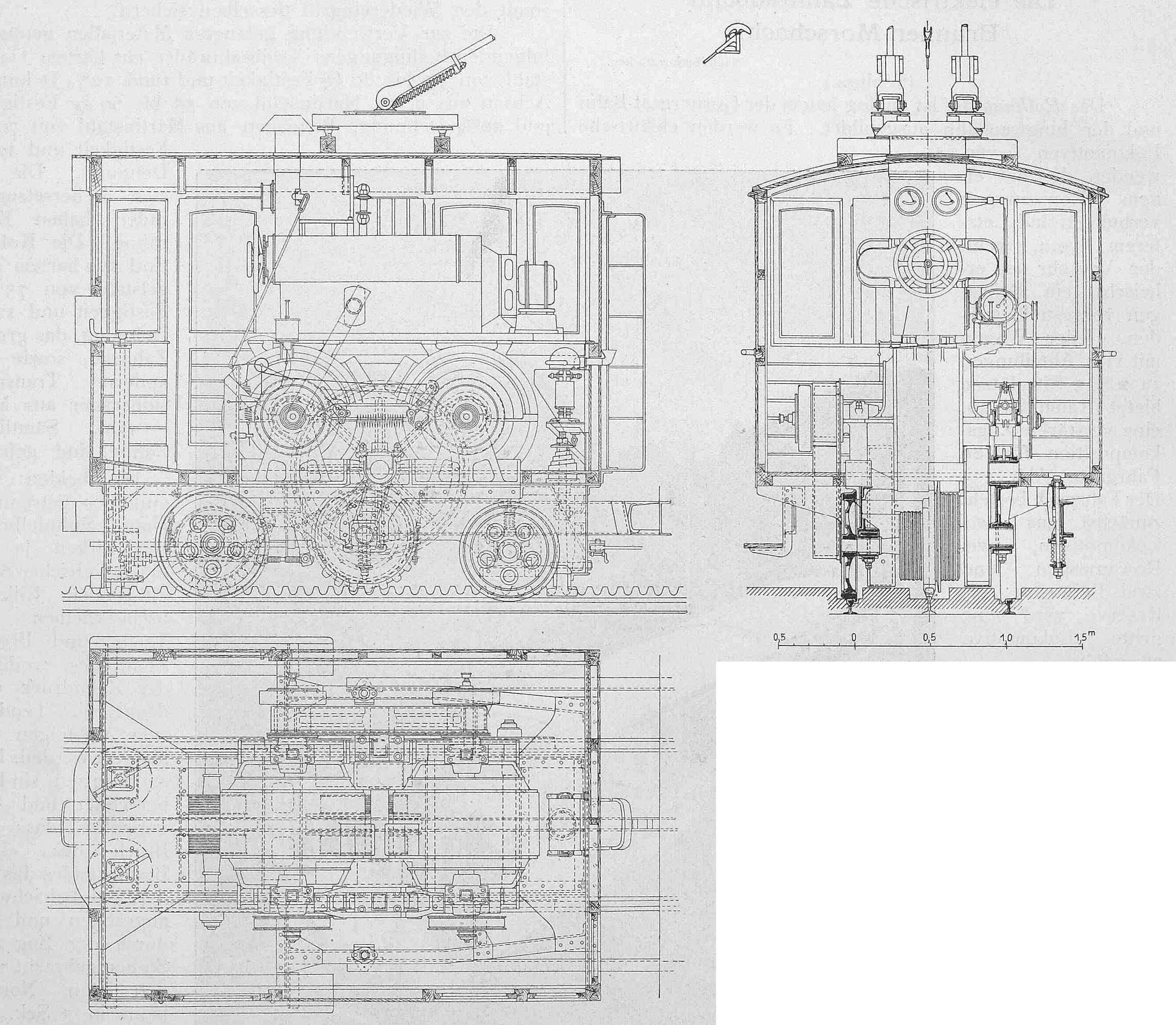
He2/2形の組立図

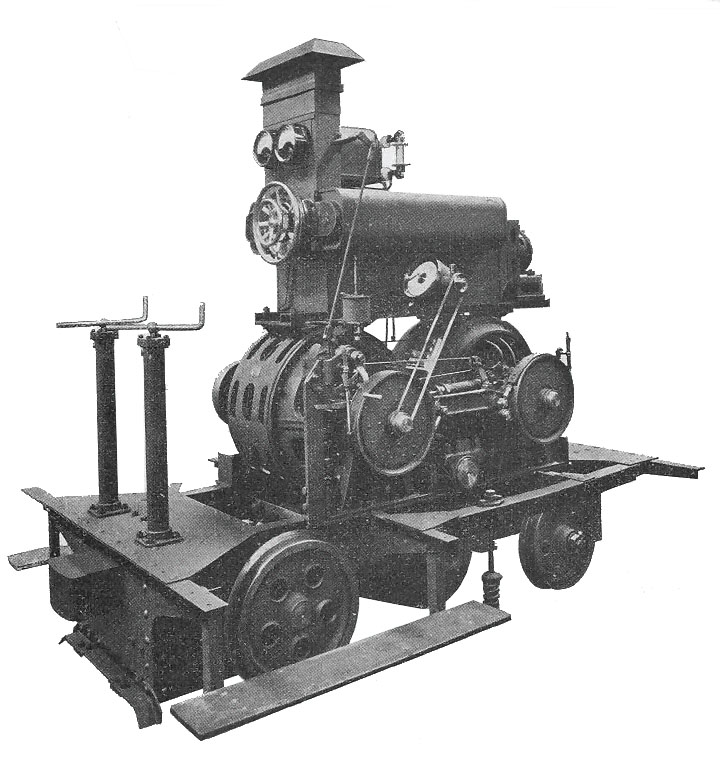
He2/2形の走行装置、鋼製の主台枠上に主電動機と主制御装置が組み上げられる

### 車体
- 車体は片運転台、切妻式の木製車体で外板は縦目の羽目板、正面は中央窓の広い3枚窓構成、側面は外開き式の乗務員扉と下落とし窓3箇所を設置した幕板のない構造で、一連の2軸小型ラック式電気機関車の標準スタイルとなっている。
- 車体前面運転台側は中央窓の広い3枚窓で、正面中央の窓上と車体下部左右の3箇所に丸型の引掛式の前照灯が設置され、正面窓下約1/2程度には外に張り出す形で手ブレーキハンドルのカバーが設置され、この部分の窓は取外し式、左右の窓は下落とし窓となっている。台枠の乗務員扉下部には小形のステップが、車体前後には緩衝用の木製ブロックが設置され、後部側にのみ緩衝ブロック上部に連結器として貨車のフックを引掛ける横棒が設置されているほか、ユングフラウ鉄道やゴルナーグラート鉄道の同形機と同じく、客車の一端を機関車に載せ掛けて機関車の荷重を確保するローワン式列車[6]として運行するための、客車から前方に延長された台枠側梁を引掛けるための連結装置が台枠外側の機関車中央付近に設置されている。
- 車体内部は機器室と運転室には分離しておらず1室となっており、室内中央に2台の主電動機が、その上部に抵抗器といった糸の主制御器が設置されてこれに設けられた円形のハンドルを直接操作することによって運転操作を行うほか、前面正面窓内側に2基に設置された手ブレーキハンドルによってブレーキ操作を行う。また、屋根上の中央には大形のスライダー式トロリーポールが左右2基設1組置されている。
- 塗装は車体は薄黄色をベースに、車体正面下部中央と側面中央上部に黒の影付き文字で機番を入れたのみのシンプルなもので、床下は黒、屋根および屋根上機器がライトグレーであった。

### 走行機器
- 制御方式は2台永久並列接続された連続定格出力62.4kWの巻線形三相誘導電動機の2次側巻線を抵抗制御で制御するもので、3相交流のうち2相は架線からの給電、1相はレールへの帰線を使用している。
- 台枠は内側台枠式の板台枠で、車体支持用の従軸2軸が軸距1950mmに配置され、そのほぼ中央に駆動用ピニオン軸が、前側の従軸にブレーキ用のピニオンが滑合されており、このため2軸の従輪は前側のものがわずかに径の大きいものとなっている。なお、従軸の軸箱支持方式はペデスタル式で、軸バネはコイルバネとなっている。
- 主電動機は台枠上に2基設置され、駆動力は1段で減速されて2基の主電動機中央の中間軸に伝達され、そこからさらに1段減速されてシュトループ式用1枚歯のピニオンに伝達される方式で、主電動機軸の小歯車側には過電流防止用の滑り継手が、反対端にはブレーキドラムが設置され、駆動用ピニオンにもブレーキドラムが併設されている。
- 直接制御式の主制御器と主抵抗器は円筒状の風洞内に一体化されて主電動機上に設置されており、機関車前側には制御用のハンドルや計器類が、後側には冷却用の冷却ファンが設置されており、この冷却ファンおよび照明装置、架線電圧検知用器用に750Vを250Vに降圧するトランスを搭載している。
- ブレーキ装置としては前側従輪に滑合されたブレーキ用ピニオンおよび駆動用ピニオンに設置されたブレーキドラムにそれぞれ作用する2系統の手ブレーキと、過速度検知装置によって作用する主電動機軸端に設置されたブレーキドラムに作用するバネブレーキを装備しており、1906年には電気ブレーキが追設されている。

### 主要諸元
- 軌間：1000mm
- 電気方式：三相AC750V 50Hz架空線式
- 軸配置：2z
- 最大寸法：全長3910mm、車体幅2700mm、
- 固定軸距：1950mm
- 自重：10.3t
- 走行装置
  - 主制御装置：抵抗制御
  - 主電動機：巻線形三相誘導電動機×2台（連続定格出力62.4kW×2台、最大出力73.5kW×2台）
- 性能
  - 出力：117.6kW（連続定格）
  - 牽引トン数：4.8t（170パーミル）
  - 最高速度：9km/h
- ブレーキ装置：手ブレーキ、電気ブレーキ（追設）

## 運行・廃車

ブルンネン駅に停車中の列車とグランドホテル、1905年頃

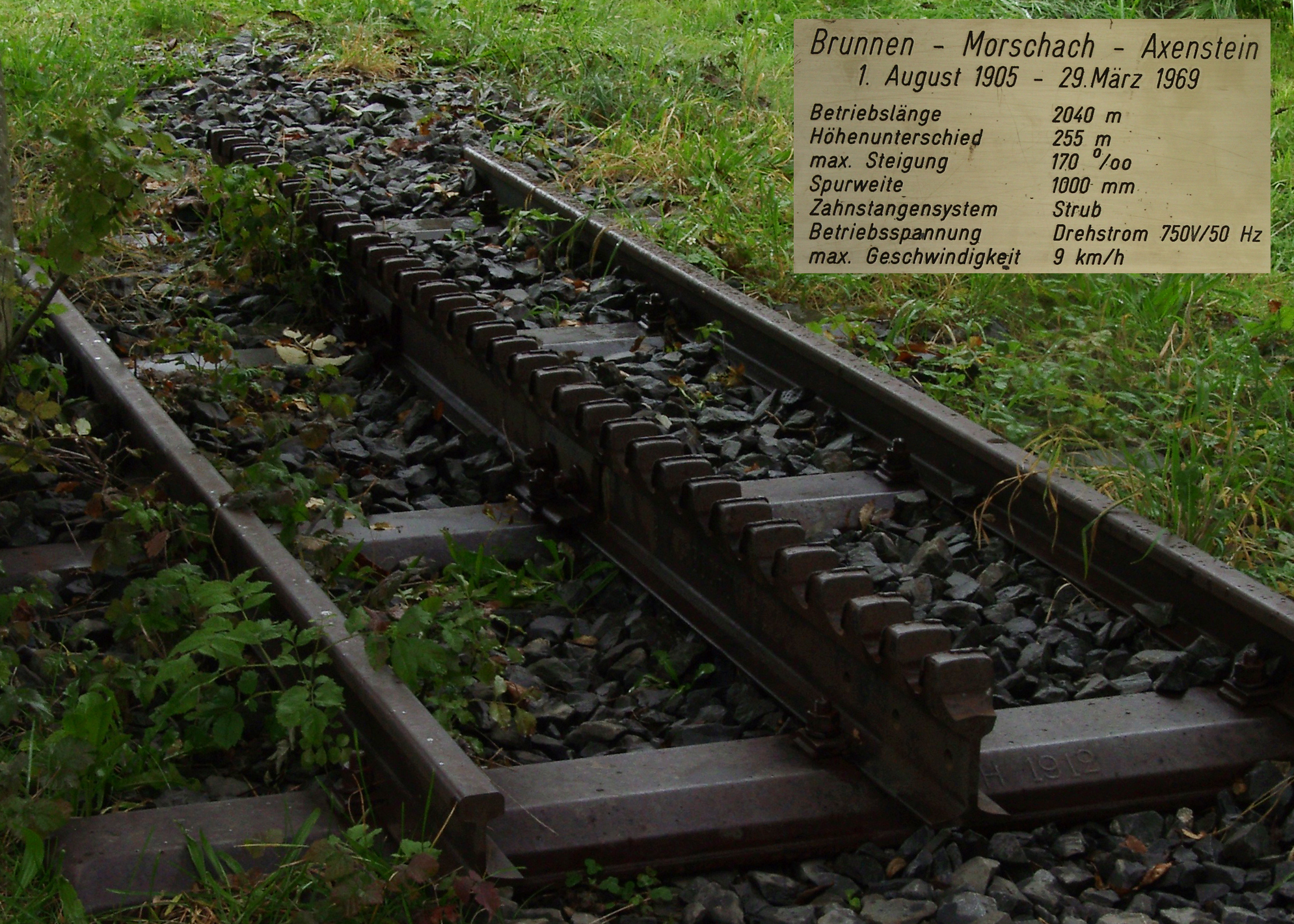
ブルンネン-モルシャッハ-アクセンシュタイン鉄道の廃線跡、2003年

- ルツェルン湖畔の高台の村であるモールシャッハには1870年代に観光ホテルが幾つか建設されたが、眺望のよさで有名であった高台のアクセンシュタインにも2軒のホテルが建設されることとなり、宿泊客の輸送手段としてルツェルン湖畔の東端でウルナー湖へつながるアクセン街道沿い水運で栄えた港町であるシュヴィーツ州ブルンネンのスイス国鉄駅前のブルンネンBrMBからモルシャッハを経由してアクセンシュタインまでの登山鉄道が1905年8月1日に開業した。なお、標高1922mの展望台であるフロンアルプシュトック[7]山頂付近まで延長される計画もあった。
- 同鉄道はスイス国鉄の主要幹線であるゴッタルド線のブルンネン駅に併設された標高437mのブルンネンBrMB駅からモルシャッハの集落内で標高645mのモルシャッハ駅を経由し、方向を180度変えて標高705mアクセンシュタイン駅までを登る登山鉄道で、軌間1000mmの全線ラック式、最急勾配はラック区間170パーミルでラックレール1条のシュトループ式、電化方式は三相AC750Vで所要時間はブルンネンBrMBからモルシャッハまでが10分、アクセンシュタインまでが15分であった。
- 開業時には本形式とともに、ローワン式で、2室は窓がなくカーテンのみが設置された開放客室、2室が通常客室のコンパートメント式客車のC 4-5形2両と、通常の2軸車で4室とも開放客室のコンパートメント式客車のC 7-8形2両、2軸無蓋車のL10-11形2両が用意され、客車はいずれも山頂側に運転合図を行う車掌が乗車するオープンデッキと前照灯が設置されていた。本形式はブルンネン-モルシャッハ-アクセンシュタイン鉄道の開業から廃止まで同鉄道の唯一の動力車としてすべての列車の運行に使用されており、旅客列車ではC 4-5形1両もしくはこれにC 6-7形1両を加えた1-2両編成で運転され、貨物および工事用列車ではL 10-11形および工事用の作業台を搭載したトロッコで運転されており、いずれの列車にも山麓側にHe2/2形が、客車もしくは貨車が山頂側に配置されていた。
- 運行当初は夏季のみの運行であったが、1935年からはブルンネンBrMBとモルシャッハの間が通年運行となっていた。その後1947年と1969年にはアクセンシュタインのホテルが営業を休止して利用客が減少したこともあり、ブルンネン-モルシャッハ-アクセンシュタイン鉄道は1969年5月29日に廃止となり、翌5月30日からはAAGS[8]が運行する路線バスに転換されており、本形式も全車廃車解体されている。